# I Domodossola
I Domodossola sono stati un gruppo musicale italiano, noto nei primi anni settanta, che prese il nome dalla città natale dei componenti.

## Storia del gruppo
Il gruppo era formato dai fratelli Laura (nata nel 1948) voce e coro, Maura (1950) voce e coro ed Urbano Miserocchi (1952) basso, voce e coro, dal cugino Riccardo Miserocchi (1949) batteria, dallo zio Franco Bertagnini (1941) sax e flauto e coro da Renzo Reami (1945) chitarra, voce e coro e Pierluigi Saccani, (1948)  coro e tastiere.
Considerato tra i migliori gruppi vocali da Renzo Arbore e Gianni Boncompagni, i Domodossola hanno esordito alla Mostra Internazionale di Musica Leggera di Venezia del 1969 con Amori miei, versione italiana di Oh Happy Day degli Edwin Hawkins Singers, che rimarrà il loro maggior successo.
Supportati dalla casa discografica PDU di Mina, nel 1970 presentano in coppia con Rosanna Fratello il brano Ciao anni verdi al Festival di Sanremo. Propongono Adagio (brano inciso anche dalla stessa Mina) ad Un disco per l'estate.
Nel 1971 viene messo in commercio D... come Domodossola, il primo 33 giri del gruppo, che contiene anche una canzone di Enzo Jannacci, Una tristezza che si chiamasse Maddalena; l'anno seguente viene pubblicato il secondo, L'allegria, che contiene tra le altre le cover di Old Man di Neil Young e quella di Something in the Way She Moves di James Taylor.
Nel 1974 tornano al Festival di Sanremo con Se hai paura, che dà il titolo al loro terzo 33 giri. Nello stesso anno partecipano nuovamente ad Un disco per l'estate con il brano Torna presto. Durante quell'estate, mentre erano in tournée con Gino Bramieri, prendono parte ad una puntata di Senza rete (programma televisivo), registrata all'Auditorium di Napoli.
Nel 1977 viene pubblicato il singolo Dolce così per l'etichetta discografica Yep Records.
Durante la loro attività, i Domodossola hanno collaborato con Dario ed Alberto Baldan Bembo, oltre che con Augusto Martelli.
Urbano Miserocchi, compositore, arrangiatore e cantante solista del gruppo, negli anni ottanta ha partecipato come corista e bassista a realizzazioni di artisti quali Adriano Celentano, Toto Cutugno, Ornella Vanoni, Julio Iglesias, Charles Aznavour, Memo Remigi, Edoardo Bennato e Banco del Mutuo Soccorso. È stato inoltre corista di sigle di trasmissioni televisive come La Principessa Zaffiro, Anna dai capelli rossi, Ufo Robot e Hazzard.

## Discografia

### Album in studio
- 1971 – D... come Domodossola (PDU, PLD A 5036)
- 1972 – L'allegria (PDU, PLD A 5063)
- 1974 – Se hai paura (PDU, PLD A 5086)

### Singoli
- 1969 – Amori miei/Una nube nera (PDU, P.A. 1023)
- 1970 – Ciao, anni verdi/Il cigno non c'è più (PDU, P.A. 1031)
- 1970 – Adagio/Ciao ragazza, ciao città (PDU, P.A. 1037)
- 1970 – Girotondo/Occhi rossi di pianto (PDU, P.A. 1039)
- 1971 – L'amore del sabato/Dopo (PDU, P.A. 1066)
- 1972 – Come quando fuori piove/L'amore del sabato (PDU, P.A. 1069)
- 1972 – Piazza S. Babila/L'allegria (PDU, P.A. 1074)
- 1973 – Uomo di pioggia/Io... tu (PDU, P.A. 1091)
- 1974 – Torna presto/L'amore in blue jeans (PDU, P.A. 1098)
- 1975 – Tutto bene/Eri bella, eri mia (PDU, P.A. 1107)
- 1977 – Dolce così/Piangerai, piangerò (Yep, 00689)
- 1977 – 18 luglio/Tu (Yep, 00694)